# Gertrude Porsche-Schinkeová
Gertrude Porsche-Schinkeová fue una deportista checoslovaca que compitió en luge en la modalidad individual. Ganó dos medallas de bronce en el Campeonato Europeo de Luge, en los años 1934 y 1935.

## Palmarés internacional
| Campeonato Europeo | Campeonato Europeo | Campeonato Europeo | Campeonato Europeo |
| Año                | Lugar              | Medalla            | Prueba             |
| ------------------ | ------------------ | ------------------ | ------------------ |
| 1934               | Ilmenau (Alemania) | Medalla de bronce  | Individual         |
| 1935               | Krynica (Polonia)  | Medalla de bronce  | Individual         |